# Morrisographium hispidulum
Morrisographium hispidulum är en svampart som beskrevs av Illman & G.P. White 1985. Morrisographium hispidulum ingår i släktet Morrisographium, divisionen sporsäcksvampar och riket svampar.   Inga underarter finns listade i Catalogue of Life.